# Ivy League

Mapa s lokalizací univerzit, účastnících se ligy

Ivy League (česky doslova Břečťanová liga) je název sportovního sdružení osmi elitních soukromých univerzit na severovýchodě USA. Dnes se používá obecně jako označení pro tuto skupinu nejprestižnějších amerických univerzit jako celek (ekvivalent britské Russell Group).

## Členové
| Univerzita              | Sídlo                    | Sportovní klub |
| ----------------------- | ------------------------ | -------------- |
| Brownova univerzita     | Providence, Rhode Island | Bears          |
| Cornellova univerzita   | Ithaca, New York         | Big Red        |
| Dartmouth College       | Hanover, New Hampshire   | Big Green      |
| Harvardova univerzita   | Cambridge, Massachusetts | Crimson        |
| Kolumbijská univerzita  | New York, New York       | Lions          |
| Pensylvánská univerzita | Filadelfie, Pensylvánie  | Quakers        |
| Princetonská univerzita | Princeton, New Jersey    | Tigers         |
| Yaleova univerzita      | New Haven, Connecticut   | Bulldogs       |